# Église Saint-Martin d'Arthenac
L'église Saint-Martin est un édifice catholique située à Arthenac, en France.

## Localisation
L'église est située dans le département français de la Charente-Maritime, sur la commune d'Arthenac.

## Historique

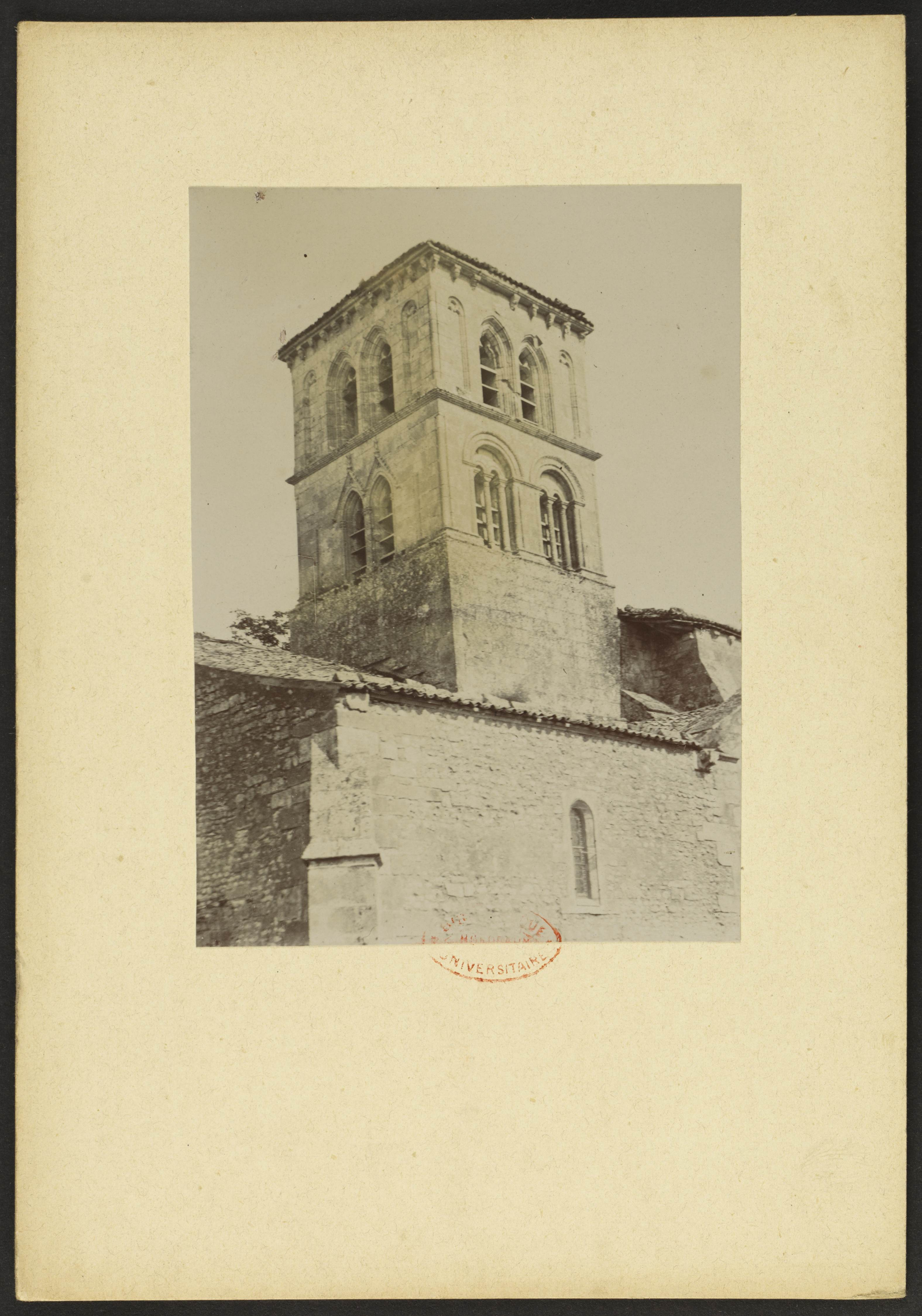
L'église photographiée par Jean-Auguste Brutails.

## Description
Comme dans beaucoup d'églises romanes de Saintonge, l'église Saint-Martin d'Arthenac présente un portail à arcatures latérales aveugles.

## Protection aux monuments historiques
L'église Saint-Martin est classée au titre des monuments historiques en 1910.